# Symphonie no 25 de Michael Haydn
Pour les articles homonymes, voir Symphonie no 25.
La Symphonie no 25 en sol majeur, Perger 16, Sherman 25, MH 334, est une symphonie de Michael Haydn, composée en mai 1783. Wolfgang Amadeus Mozart la dirigea à Vienne et à cette occasion ajouta à l'œuvre une introduction lente.

## Analyse de l'œuvre
Elle comporte trois mouvements:
1. Allegro con spirito
2. Andante sostenuto
3. Allegro molto

## Instrumentation
La symphonie est écrite pour 1 flûte dans le 2e mouvement, 2 hautbois, 2 bassons, 2 cors et les cordes.